# Saint-Martin-de-Coux
Saint-Martin-de-Coux é uma comuna francesa na região administrativa da Nova Aquitânia, no departamento de Charente-Maritime. Estende-se por uma área de 15,71 km². Em 2010 a comuna tinha 478 habitantes (densidade: 30,4 hab./km²).